# Liste der gefallenen Adeligen auf Habsburger Seite in der Schlacht bei Sempach/I

## I
| Geschlecht | Vorname(n)                 | Einheitsname        | Stammsitz    | abweichende Schreibweisen                    | Quelle(n) | Anmerkungen                                                                          | Wappen |
| ---------- | -------------------------- | ------------------- | ------------ | -------------------------------------------- | --- | ------------------------------------------------------------------------------------ | ------ |
| Inckenberg |                            | siehe Hünenberg     |              |                                              | |                                                                                      |        |
| Irmensee   | Hans; Johann; Hanss; Hanns | Hans von Irmensee   | Schaffhausen | Irmense; Mayenser, Ymmer; Yrmense; Irmetzsee | • Chronik des Nicolaus Stulmann, 1407 • Thurgauer Chronik • Frankfurter Verlustliste • Conrad Schnitt: Wappenbuch der Baslerischen Geschlechter, 1530 • Eydgnössisch-schweytzerischer Regiments Ehren-Spiegel • Klingenberger Chronik von Johann von Klingenberg |                                                                                      |        |
| Irmensee   | Herman                     | Herman von Irmensee | Schaffhausen | Irmense                                      | • Thurgauer Chronik • Klingenberger Chronik von Johann von Klingenberg | Die Thurgauer Chronik berichtet als einzige von einem Hans und einem Herman Irmensee |        |